# Kasnovečernji talk show
Kasnovečernji talk show (popularan je i anglizam late-night show) podvrsta je talk showa, koji se orijentira na komedijskom sadržaju i koji se emitira u kasnovečernjem terminu. Karakteristika žanra su uvodni monolozi u kojem se ismijavaju aktualni događaji, komedijski skečevi, intervjui poznatih osoba, te glazbeni nastupi obično glazbenika u usponu a ponekad i poznatijih izvođača. Kasnovečernji talk show je popularizirao, ali ne i izmislio, Johnny Carson s emisijom The Tonight Show na američkom NBC-u. Izgled jednog late-night studija obično sadrži radni stol iza kojeg sjedi voditelj koji intervjuira goste. Mnogi showovi sadrže i kućni sastav koji obično nastupa za publiku u studiju tijekom reklamnih blokova i ponekad kao pozadina glazbenom gostu.
Razni kasnovečernji talk show formati popularni su u SAD-u i češće se emitiraju nego u drugim dijelovim svijeta. Programi u ostatku svijeta koji su bazirani na američkom formatu obično se emitiraju tjedno, za razliku od SAD-a gdje se takvi programi emitiraju svaku večer. Osim toga, takve se emisije prikazuju u udarnom terminu u ostalim zemljama.

## Late-nightu Hrvatskoj
U Hrvatskoj je bilo nekoliko late-night emisija različitih uspjeha. Vjerojatno najuspješnija bila je Noćna mora Željka Malnara koja se emitirala na zagrebačkom OTV-u a zatim na Z1 Televiziji od 1992. do 2010. Show se emitirao jednom tjedno, subotom od 22 sata. 2006. godine, na Novoj TV je s emitiranjem započela emisija Zuhra Light Show, sadržaja i izgleda sličnijeg američkim late-night showovima; međutim emitirala se jednom tjedno i u udarnom terminu oko 20:35 sati. Emisija je ukinuta nakon dvije sezone. U Hrvatskoj se kasnonoćnom terminu ne pridodaje važnost kao u Sjevernoj Americi, zbog čega postoji malen broj kasnovečernjih talk showova američkog formata.

## Popularni primjeri
Iako se najpoznatiji i najgledaniji kasnovečernji talk showovi dolaze iz SAD-a, nekoliko je emisija zaživjelo i u drugim zemljama.
| - Programa do Jô (Brazil) - Noćna mora Željka Malnara (Hrvatska) - The Late Late Show (Irska) - George Stroumboulopoulos Tonight (Kanada) - Harald Schmidt Show (Njemačka) - Graham Norton i gosti (UK) - The Jonathan Ross Show (UK) | - The Tonight Show (SAD) - Late Night (SAD) - Late Show (SAD) - Jimmy Kimmel Live! (SAD) - The Daily Show (SAD) - The Colbert Report (SAD) - The Arsenio Hall Show (SAD) |

## Vanjske poveznice
- 10 najboljih late-night voditelja  Arhivirana inačica izvorne stranice od 9. prosinca 2015. (Wayback Machine) magazina Rolling Stone